# Hemiasterella bouilloni
Hemiasterella bouilloni är en svampdjursart som först beskrevs av Thomas 1973.  Hemiasterella bouilloni ingår i släktet Hemiasterella och familjen Hemiasterellidae.
Artens utbredningsområde är Seychellerna. Inga underarter finns listade i Catalogue of Life.